# 公狗
公狗（拉科塔語：Šúŋka Bloká，約1840年—1936年），是奧格拉拉拉科塔族的北美洲印地安人，在布莱克山之战期間與另一位印地安人領袖瘋馬有著密切的聯繫。